# Wily Álvarez
Wilmer Ramón Álvarez Vargas, también conocido simplemente como Wily Álvarez, es un cantautor venezolano. Habiendo emigrado a Colombia, en vísperas de las elecciones presidenciales de Venezuela de 2024 escribió y compuso los temas «Venezuela estoy contigo» y «Nuestro tiempo» en apoyo a la dirigente María Corina Machado y al candidato presidencial opositor Edmundo González. Wily fue detenido el 12 de julio del mismo año cuando regresaba a Venezuela para visitar a su familia.

## Detención
Originario de Barquisimeto, estado Lara, Wily Álvarez emigró a Colombia, donde se ha dedicado a cantar en las calles. El 14 de junio de 2024, en vísperas de las elecciones presidenciales de Venezuela de 2024, publicó el video musical de la canción «Venezuela estoy contigo», escrita y compuesta en apoyo a la dirigente María Corina Machado y al candidato presidencial opositor Edmundo González. Para julio, el video había obtenido más de 105.000 vistas.También compuso e interpretó la canción «Nuestro tiempo».Álvarez expresó que tenía previsto unirse a la gira nacional de María Corina y de Edmundo para interpretar sus temas durante los eventos de campaña, pero que las personas encargadas del transporte y sonido habían sido detenidas. En redes sociales declaró recibir información de que si regresaba al país sería arrestado.
El 12 de julio Álvarez fue detenido en un control policial en La Pedrera, en el estado fronterizo Táchira, cuando ingresaba a Venezuela junto con Brayan Hernández y Ricardo Pino (parte del equipo de Álvarez) para visitar a su familia en Barquisimeto.Los tres fueron trasladados al Comando Zonal 21 de la Guardia Nacional Bolivariana, en San Cristóbal, antes de ser trasladados nuevamente a La Pedrera.El 14 de julio se realizó su audiencia de presentación en el Tribunal 2 de Control Penal en el estado Táchira, se les imputó el cargo de supuesta «resistencia a la autoridad», y la medida cautelar de dos fiadores por cada uno como requisito para su liberación. La organización no gubernamental y pro bono Foro Penal informó estar llevando el caso.